# Ivan Vlahović
Ivan Pavao Vlahović (Vis, 23. listopada 1825. – Padova, 11. siječnja 1899.) – hrvatski liječnik, prirodoslovac, sveučilišni profesor i rektor Sveučilišta u Padovi

Rođen je u Visu 23. listopada 1825. Gimnaziju je završio u Zadru, a studij medicine u Beču. Bio je asistent kod profesora Hyrtla i Brockea. Izabran je za profesora na Katedri za anatomiju na Sveučilištu u Padovi sa samo 27 godina, 1852. godine. Tu je predavao do kraja života, bio je cijenjen i omiljen među studentima i profesorima. Šest godina bio je rektor Sveučilišta u Padovi. Bavio se istraživačkim radom iz područja medicine i prirodoslovlja. Umro je u Padovi u 74. godini života, 1899. godine.